# رينيه مورين
رينيه مورين هو سياسي كندي، ولد في 27 يوليو 1883 في سان هياسنت في كندا، وتوفي في 1958. حزبياً، نشط في الحزب الليبرالي الكندي. وقد انتخب عمدة وانتخب عضو مجلس العموم الكندي.